# Alterung der Bevölkerung

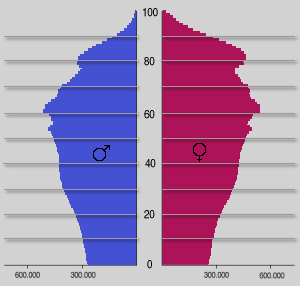
Prognostizierter Altersaufbau der Bevölkerung Deutschlands im Jahr 2050

Der demografische Begriff Alterung der Bevölkerung bezeichnet eine Erhöhung des Alters der Individuen einer Bevölkerung, häufig gemessen mit dem Medianalter und veranschaulicht mit der Alterspyramide. Das Medianalter teilt die Bevölkerung in zwei gleich große Gruppen, die eine Hälfte ist jünger, die andere Hälfte ist älter, als der Wert angibt. Eine Veränderung des Bevölkerungssalters hat Auswirkungen auf die soziale Situation, die materielle Versorgungslage und die Regierbarkeit eines Landes.
Kleine Kinder, Jugendliche in Ausbildung und sehr alte Menschen sind wegen ihrer fehlenden oder geringen Fähigkeit, zum eigenen Lebensunterhalt beizutragen, auf Transferleistungen von der erwerbsfähigen Bevölkerung angewiesen. Der Lebensbedarf, in erster Linie die existenziellen Bedürfnisse wie Nahrung, Kleidung, Behausung und Gesundheit, muss gewährleistet werden. Im Alter soll darüber hinaus in der Regel der erworbene Lebensstandard beibehalten werden. Ist die Gesellschaft einer Bevölkerung nicht mehr in der Lage, die Bedürfnisse ihrer in der Erwerbsfähigkeit beschränkten Bevölkerungsteile zu befriedigen, entsteht eine Versorgungslücke. Je nach Schweregrad wird diese als belastend für den Zusammenhalt der Bevölkerung angesehen, bis hin zu einer demografischen Krise. Grundlage für den Austausch von altersbedingten Transferleistungen innerhalb einer Bevölkerung ist der sogenannte Generationenvertrag.
Um befürchtete Versorgungslücken zu vermeiden, werden verschiedene Lösungsansätze diskutiert. Die Zahl erwerbstätiger Personen könnte langfristig durch eine erhöhte Geburtenrate oder die Einwanderung von Menschen aus anderen Bevölkerungen (gesteuert durch die Ausländerpolitik) erhöht werden. Ebenso könnten eine Erhöhung der Produktivität der Volkswirtschaft durch Förderung des technischen Fortschritts oder Änderungen am bestehenden Generationenvertrag mit der Erhöhung der Abgabenlast der erwerbstätigen Bevölkerung zur Deckung des Bedarfs führen. Die Senkung des gesellschaftlich garantierten Lebensstandards im Alter verkleinert ebenfalls eine Versorgungslücke.

## Ursachen
Es gibt zwei Hauptentwicklungen, die den Altersdurchschnitt einer Bevölkerungsgesamtheit anheben: die Erhöhung der allgemeinen Lebenserwartung und der anteilige Rückgang jüngerer Menschen durch einen Geburtenrückgang oder deren Auswanderung. Eine weitere, in der Regel weniger bedeutende Rolle spielt die Zuwanderung älterer Menschen.
Infolge verbesserter medizinischer Versorgung, einem höheren allgemeinen Hygienestandard und aufgeklärterem Gesundheitsbewusstsein, erreichen immer mehr Menschen ein hohes Lebensalter. Dadurch steigt der Bedarf an finanziellen Transferleistungen für Altersrenten. Zum einen wird die zeitliche Spanne zwischen Beginn des Rentenbezugs und Tod eines Menschen immer größer. Wenn das Leben von kranken Menschen durch medizinische Maßnahmen verlängert wird, erhöhen sich die Kosten für die medizinische Versorgung. Falls die absolute Zahl der Personen im erwerbsfähigen Alter zurückgeht, wird der Teil der Bevölkerung, der die Aufwendungen zur Einzahlung in die gesetzliche Rentenversicherung und die Krankenversicherung erwirtschaften muss, kleiner.
Ursachen für den Rückgang des Nachwuchses Erwerbstätiger sind:
- eine bewusste persönliche Familienplanung, vor allem in modernen Industriestaaten. Dieser Effekt wurde bereits in der Phase der Industrialisierung, Ende des 19. Jahrhunderts bemerkbar. Einen großen Anteil daran hat die zunehmende Gleichberechtigung und materielle Unabhängigkeit von Männern und Frauen zueinander. Viele Menschen verzichten ganz oder teilweise auf Kinder, aus bewusster eigener Entscheidung (Selbstverwirklichung, Erbkrankheiten, Gebärstreik, Zeugungsstreik), beruflich bedingt oder wegen verminderter familiärer Bindungsfähigkeit oder -willigkeit. Die allgemeine Bereitschaft von Männern und Frauen, Familien mit Kindern zu gründen, nimmt ab.
- die zunehmende Verfügbarkeit moderner Verhütungsmittel. Die Einführung der Antibabypille führte mit dem so genannten Pillenknick zu einem verstärkten Geburtenrückgang seit den 1960er Jahren.
- zunehmende Zukunftsangst durch die steigende Gefahr von Arbeitslosigkeit und Lohnrückgang wegen Rationalisierung durch den technischen Fortschritt und weltweite Konkurrenz durch die Globalisierung und den Abbau von Arbeitnehmerrechten, die Gewaltentwicklung in der Gesellschaft und zunehmende Umweltprobleme.
- erschwerte Kinderbetreuungsmöglichkeiten: in Deutschland wird die Kinderbetreuung im Vergleich zu anderen Industrienationen staatlich weniger gefördert und ist daher schwieriger zu organisieren
- steigende Unterhaltspflichten. In Deutschland gelten im internationalen Vergleich die längsten und strengsten wechselseitigen Unterhaltspflichten zwischen Eltern und Kindern (ca. 20 Jahre bis zum Abschluss der Ausbildung) und zwischen ehemaligen Ehepartnern (bis zu 8 Jahre).
- Kinderlosigkeit durch eine zunehmende Zeugungsunfähigkeit bzw. Unfruchtbarkeit von Menschen aufgrund von Umwelteinflüssen.
- die Auswanderung von Fachkräften. In Deutschland verlassen jährlich 150.000 bis 200.000 Menschen das Land.

## Lösungsansätze
Von Vielen wird die Alterung einer Gesellschaft als ein finanzielles Problem gesehen.
Zu seiner Lösung gibt es zwei grundsätzlich unterschiedliche Ansätze der politischen Einflussnahme:
- die Beeinflussung des Verhaltens der Bevölkerung zum Erhalt des bestehenden Finanzierungssystems
- die Anpassung des Finanzierungssystems an die gesellschaftliche Änderung

### Verhaltensänderung
Ein Mittel zur Verbesserung der Altersstruktur ist die Förderung der Bereitstellung von transferfähigen Leistungserbringern. Dies wird ermöglicht durch erhöhte Geburtenraten zur Absenkung des Durchschnittsalters, die Aufnahme von Menschen aus anderen Bevölkerungen (Einwanderungspolitik) sowie die Erhöhung der Produktivität der Volkswirtschaft durch Förderung des technischen Fortschritts.
Diskutierte Einzelmaßnahmen sind:
- kulturelle Maßnahmen:
  - die Beeinflussung der Haltung zur Familiengründung, z. B. in Schule und Medien,

- finanzielle Maßnahmen:
  - die Förderung der Kinderbetreuung durch Abschreibungsmodelle im Rahmen der Familienpolitik, sowie eine staatliche Bezuschussung von Kindertagesstätten,
  - ein höheres Kindergeld,
  - die Einführung von Zwangsmechanismen, z. B. eine Kopplung der Rentenhöhe an die Zahl der aufgezogenen Kinder,
  - kostenlose Ausbildung, z. B. keine Schulgelder oder Studiengebühren,
  - die Umlegung von Schwangerschaftskosten auf alle Beschäftigten, um die Angst insbesondere kleiner Betriebe vor schwangerschaftsbedingten Arbeitsausfällen zu verringern,

- medizinische Maßnahmen:
  - die Förderung der Reproduktionsmedizin,

- politische Maßnahmen:
  - Politik zur Verringerung von Arbeitslosigkeit und der Angst davor,
  - eine geeignete Einwanderungspolitik mit Blick auf leistungsfähige und jüngere Immigranten,
  - ein Wahlrecht für Kinder, das bis zum Eintritt der Volljährigkeit durch die Eltern ausgeübt wird.

### Änderung des Finanzierungssystems
Änderungen des Finanzierungssystems betreffen den geltenden Generationenvertrag in Bezug auf die Abgabenlast der Leistungserbringer oder den gesellschaftlich garantierten Lebensstandard der Leistungsempfänger.
Diskutierte Einzelmaßnahmen sind beispielsweise:
- die Verringerung der mikrokanonischen Unterhaltspflicht und Erhöhung des staatlichen Anteils am Unterhalt des Nachwuchses
- eine Europäisierung der sozialen Kosten
- Eine Anhebung des Renteneintrittsalters

## Gegenpositionen
Die Wirkungen einer Erhöhung des Durchschnittsalters einer Bevölkerung werden teilweise als überschätzt kritisiert oder sogar als Chance wahrgenommen:
- Der Begriff Überalterung ist nicht allgemein anerkannt definiert.
- Eine Gesellschaft könne nicht überaltern, sondern allenfalls altern, argumentiert der frühere Wirtschaftsweise Bert Rürup.
- Der Begriff sei für sich schon bewertend und damit beständig in Gefahr, zur Agitation eingesetzt zu werden. So wird in der aktuellen Diskussion das Problem der Überalterung in der Rentendiskussion thematisiert, obwohl es bei der Rentenfinanzierung keine Probleme gäbe, wenn für alle Einwohner in der Bundesrepublik im erwerbsfähigen Alter ein Arbeitsplatz zur Verfügung stehen würde.
- Auch in einer überalterten Gesellschaft kann es zu einem Überhang an arbeitsfähigen Menschen kommen, deren Arbeitsleistung aufgrund eines hohen allgemeinen Produktivitätsstandards nicht benötigt wird. Dadurch kann es zusätzlich zu einer Überlastung der erwerbstätigen Bevölkerung kommen, die zusätzlich für den arbeitslosen Bevölkerungsanteil aufkommen muss.
- Eine sinkende Geburtenrate wirke entlastend, denn Arbeitsleistungen für nicht geborene Menschen müssten nicht bereitgestellt werden. Allein die Existenz eines Kindes führe nicht automatisch zu einem wirtschaftlichen Nettogewinn für die Gesellschaft. Ein Kind erzeuge zunächst gesellschaftliche Kosten, die erst durch Aufnahme einer Tätigkeit mit wirtschaftlicher Wertschöpfung aufgewogen werden. Allerdings gebe es keine Garantie dafür, dass alle Menschen einen transferfähigen Status erreichen. Für diese müssten dann zusätzlich dauerhaft Transferleistungen gezahlt werden.
- Ein pauschales Kindergeld müsse mit einer qualifizierenden schulischen und beruflichen Ausbildung einhergehen.
- Während der Anteil der nicht produktiven Bevölkerung steigt, nehme in einer fortschrittlichen Industriegesellschaft die wirtschaftliche Produktivität durch den technischen Fortschritt zu, was den zahlenmäßigen Rückgang an Leistungserbringern ausgleiche.
- Der Bevölkerungsrückgang in den Industrienationen wirkt einer Bevölkerungszunahme in den Nicht-Industrienationen entgegen, was sich durch eine Öffnung der Bevölkerungsgrenzen ausgleichen ließe.
- Eine einseitige Orientierung auf die Herabsenkung des Durchschnittsalters einer Bevölkerung durch eine Erhöhung der Zahl an jüngeren Menschen durch ein Bevölkerungswachstum beschleunigt die Gefahr einer Überbevölkerung.
- Die Wirtschaft könne die zunehmende Marktnachfrage als zusätzlichen Absatzmarkt (Silbermarkt) nutzen, was auch entlastend auf den Arbeitsmarkt wirke.

## Situation in Deutschland

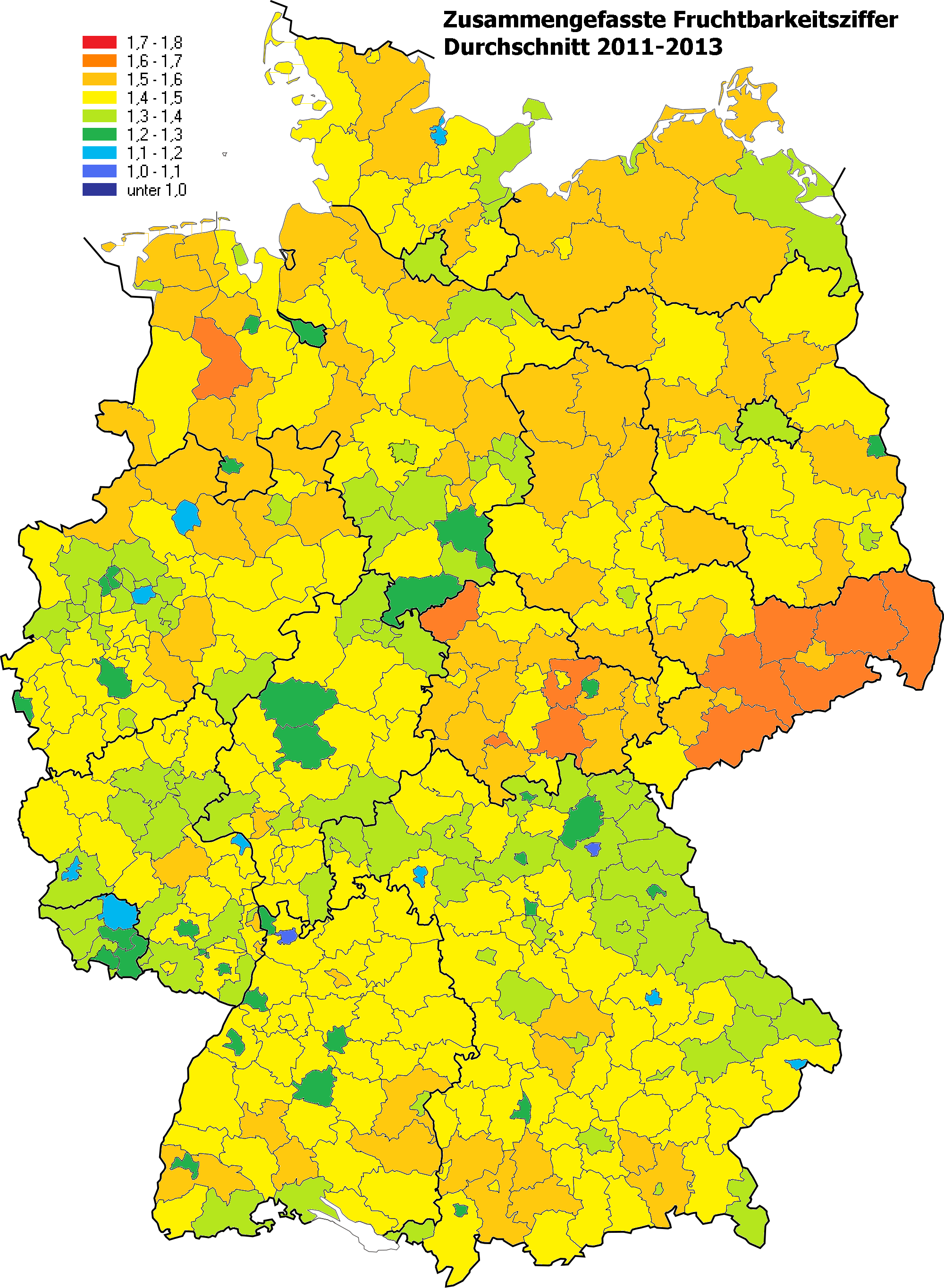
Kinderanzahl je Frau im Jahr 2009. Der Wert war einzig für die Landkreise Cloppenburg und Demmin größer als 1,6.

Deutschland hat die älteste Bevölkerung in Europa und die zweitälteste der Welt. Im Jahr 2009 war jeder fünfte Mensch in Deutschland 65 Jahre und älter, 1950 waren es nur jeder zehnte. Gleichzeitig war die Zahl der Neugeborenen in Deutschland im Jahr 2009 mit 665000  so niedrig wie nie zuvor und hat sich gegenüber 1950 nahezu halbiert. Im Jahr 2010 waren nur noch 16,5 % der Bevölkerung in Deutschland jünger als 18 Jahre, 2000 betrug der Anteil der unter 18-Jährigen noch 18,8 %.
Die Fertilitätsrate lag im Jahr 2007 in Deutschland im Westen bei 1,375 und im Osten bei 1,366 Kindern je Frau. Im internationalen Vergleich ist dieser Wert für Deutschland, wie auch in Österreich, Griechenland, Italien und Spanien, weit unter dem Ersatzniveau für eine stabile Bevölkerungszahl. Der aktuelle demographische Wert für eine konstante Bevölkerungszahl (ohne Berücksichtigung von Zu- und Abwanderung) liegt mittlerweile durch zivilisatorische Fortschritte bei 2,1. Im Vergleich zu früheren Jahrhunderten werden sehr viel weniger Kinder geboren. 1850 lag die Fertilitätsrate beispielsweise bei 5.
In der demografischen Analyse der Altersentwicklung wird häufig der Altenquotient als Maßzahl verwendet. Er ist definiert als das Verhältnis der 65-Jährigen und Älteren zur Bevölkerung im erwerbsfähigen Alter zwischen 15 und 64 Jahren. Die Kommission zur Nachhaltigkeit in der Finanzierung der sozialen Sicherungssysteme unter Vorsitz von Professor Bert Rürup beziffert diesen Faktor auf das Jahr 2000 mit 24,2 %, auf das Jahr 2030 mit 34,9 % und auf das Jahr 2040 auf 52,6 %.
In jüngerer Zeit sind vorrangig die Ergebnisse aus dem Zensus von 2011 zu berücksichtigen. Gemäß diesem haben sich die früher angenommenen bzw. angegebenen Zahlen in den meisten Fällen deutlich verringert, wobei die Ursachen oft unklar sind. Allein in Flensburg fehlten rund 6500 Einwohner. Daher haben viele Städte und Gemeinden gegen die neuen Zahlen Klage erhoben, mit den Urteilen ist 2016 zu rechnen. So mussten zum Beispiel die angegebenen Zahlen bei den über 90-jährigen Männern um 30 Prozent nach unten korrigiert werden, aber auch in anderen Alterskategorien.

## Weblink
- Mirjam Mohr: Statistiken – Die Mär von den aussterbenden Deutschen. In Der Spiegel vom 23. August 2006, online

## Belege
1. ↑  Pressemitteilung Nr. 351 vom 10. Oktober 2012: Jetzt neu: Statistisches Jahrbuch 2012 (Memento vom 16. November 2013 im Internet Archive) (Zugriff am 23. September 2012)
2. ↑  Statistisches Bundesamt: 60. Ausgabe des Statistischen Jahrbuchs erschienen. Pressemitteilung Nr. 368 vom 5. Oktober 2011 (Memento vom 8. Oktober 2011 im Internet Archive) (Zugriff am 5. Oktober 2011)
3. ↑  Statistisches Bundesamt: Wie leben Kinder in Deutschland? Begleitmaterial zur Pressekonferenz am 3. August 2011 in Berlin (Memento vom 6. November 2011 im Internet Archive)